# Église Saint-Laurent de Gabre
Pour les articles homonymes, voir Église Saint-Laurent.
L'église Saint-Laurent de Gabre est une église du XIIIe siècle située sur la commune de Gabre, dans le département de l'Ariège, en France.

## Description
C'est une église à simple nef avec clocher-mur doté de trois ouvertures, d'un oculus et de deux puissants contreforts implantés latéralement au portail en plein cintre, daté de 1725 et surmonté de l'écusson royal.

## Localisation
Elle se trouve à 370 m d'altitude, au centre du village avec un cimetière attenant.

## Historique
L'église édifiée au XIIIe siècle par les Hospitaliers de l'ordre de Saint-Jean de Jérusalem. Proche du Mas-d'Azil, haut-lieu du protestantisme, le village où se trouvaient des gentilshommes verriers a également été un fief de la Réforme. Au milieu du XVIe siècle, l'église devient un temple. Elle est rendue à l'ordre de Malte en 1598 en application de l'Édit de Nantes.
Elle sera restaurée et réaménagée en 1725.
Les peintures intérieures ont été restaurées vers 2010 ainsi que le chemin de croix.
Le clocher et le porche font l'objet d'une inscription au titre des monuments historiques par arrêté du 11 décembre 1995.

## Mobilier
La base Palissy inventorie et décrit les deux cloches et une pierre sculptée vers 1250.